# Maumun Abdul Gayum
Maumun Abdul Gayum, född 29 december 1937, var Maldivernas president från den 11 november 1978 till 11 november 2008. Han tillhör Maldivernas progressiva parti.
Sedan konstitutionen ändrats tidigare under året var det i valet 1998 för första gången möjligt för fler än en kandidat att ställa upp i presidentvalet, och Gayum ställdes ursprungligen mot fyra andra kandidater - som dock samtliga uppfyllde mycket specifika krav (att man är av maldivisk härkomst; sunnimuslimsk man över 35 år med god psykisk hälsa och kapacitet att leda landet, och dessutom inte gift med en utlänning eller dömd för något brott).
Kandidaterna måste dessutom godkännas av en av valkommissionen speciellt utsedd panel, vartefter parlamentet, Majlis, den 24 september 1998 beslutade om att slutgiltigt nominera Gayum. Därefter återstod det endast för den röstberättigade befolkningen att i en folkomröstning säga ja eller nej till honom som president. Av 95 168 avgivna röster var 86 504 stycken, eller 90,9 procent, positiva till Gayum (i det förra presidentvalet 1993 röstade 92,76 procent för Gayum).
Gayum har blivit starkt kritiserad för sitt enväldiga styre, och han klassas av många som en diktator. Enligt Amnesty International så fanns det under år 2003 "åtskilliga restriktioner gällande pressfriheten, och politiska partier var oförmögna att verka.". Trots detta så har Gayum ett brett stöd hos befolkningen, och många anser att de stora framsteg som landet uppnått de senaste 20 åren ej vore möjliga utan Gayums ansträngningar.
Gayum var tidigare också försvarsminister och finansminister i Maldiverna under en lång period, men avsade sig dessa positioner den 1 september 2004.